# 대한항공 여자탁구단
대한항공 여자탁구단은 한국프로탁구(KTTL) 코리아리그 여자부 소속의 탁구단이다. 1973년에 창단했으며 대한민국에서 가장 오래된 탁구단이다. 2022년에 한국프로탁구의 출범으로 구단은 프로화를 거쳤으며 2022년부터 프로탁구대회인 한국프로탁구에 참가하고 있다.

## 주요 연혁 및 수상 내역

### 실업탁구단으로 창단 (1973~2022)
- 1973년 대한항공, 여자실업탁구단(대한항공 여자탁구단) 창단[1]
- 1974년 제28회 종합탁구선수권대회 단체전 우승[2]
- 1976년 제46회 전미오픈탁구대회 단체전 우승[3]
- 1976년 제5회 여자탁구대회 단체전 우승[4]
- 1977년 제3회 전국시도대항탁구대회 단체전 우승[5]
- 1980년 제1회 국제항공사대항탁구대회 단체전 우승[6]
- 1981년 제2회 국제항공사대항탁구대회 단체전 우승[7]
- 1982년 제3회 국제항공사대항탁구대회 단체전 우승[8]
- 1983년 제4회 국제항공사대항탁구대회 단체전 우승[8]
- 1989년 1989 전국남녀춘계실업탁구대회 단체전 우승[9]
- 1990년 1990 전영오픈탁구대회 단체전 및 복식 우승[10]
- 1996년 1996 핀란드오픈탁구대회 단체전 포함 전종목 우승[11]
- 2002년 제56회 종합탁구선수권대회 단체전 우승
- 2003년 2003 MBC탁구최강전 단체전 우승[12]
- 2005년 제21회 전국시도탁구대회 단체전 우승
- 2007년 제53회 전국남녀종별탁구선수권대회 단체전 우승[13]
- 2008년 2008 실업탁구슈퍼리그 단체전 우승[14]
- 2009년 2009 실업탁구슈퍼리그 단체전 우승[15]
- 2009년 제25회 전국시도대항탁구대회 단체전 우승[16]
- 2009년 제55회 전국남녀종별탁구선수권대회 단체전 우승
- 2011년 제64회 전국남녀종합탁구선수권대회 단체전 우승
- 2011년 2011 MBC탁구최강전 단체전 우승[17][18]
- 2013년 제67회 전국남녀종합탁구선수권대회 단체전 우승
- 2016년 제62회 전국남녀종별탁구선수권대회 단체전 우승
- 2016년 제32회 전국시도대항탁구대회 단체전 우승
- 2017년 제33회 전국시도대항탁구대회 단체전 우승
- 2017년 제63회 전국남녀종별탁구선수권대회 단체전 우승
- 2018년 제99회 전국체육대회  단체전 우승
- 2019년 2019 실업탁구리그 단체전 우승
- 2021년 제67회 전국남녀종별탁구선수권대회 단체전 우승

### 프로탁구단으로 전환(2022~현재)
- 2022년 프로탁구단으로 전환하며 한국프로탁구리그에 참가[19]
- 2022년 한국프로탁구리그 코리아리그 여자부 정규리그 3위

## 선수단

### 선수
| 국적     | 이름   | 생년월일               | 신장  |
| -------- | ------ | ---------------------- | ----- |
| 대한민국 | 이은혜 | 1995년 5월 2일(30세)   | 172cm |
| 대한민국 | 이유진 | 1996년 4월 24일(29세)  | 160cm |
| 대한민국 | 김하영 | 1998년 1월 27일(27세)  | 173cm |
| 대한민국 | 강가윤 | 1998년 8월 13일(26세)  | 166cm |
| 대한민국 | 정은송 | 2001년 12월 20일(23세) | 165cm |
| 대한민국 | 신유빈 | 2004년 7월 5일(20세)   | 169cm |
| 대한민국 | 최예서 | 2007년 2월 27일(18세)  | 160cm |
| 대한민국 | 박가현 | 2007년 8월 18일(17세)  | 164cm |
| 대한민국 | 이승은 | 2007년 12월 7일(17세)  | 170cm |

### 코칭 스태프
- 감독: 강희찬
- 코치: 김경아, 당예서

## 역대 시즌
| 플레이오프 통과 | 챔피언결정전 통과 | 챔피언결정전 우승 |

| 시즌 | 정규시즌 | 정규시즌 | 정규시즌 | 정규시즌 | 정규시즌 | 포스트시즌 | 포스트시즌   | 포스트시즌 | 감독   | 출전선수                               |
| 시즌 | 경기수   | 승       | 패       | 승점     | 시즌순위 | 플레이오프 | 챔피언결정전 | 최종순위   | 감독   | 출전선수                               |
| ---- | -------- | -------- | -------- | -------- | -------- | ---------- | ------------ | ---------- | ------ | -------------------------------------- |
| 2022 | 16       | 12       | 4        | 42       | 3위      | 패패       | -            | 3위        | 강희찬 | 이은혜, 김하영, 강다연, 정은송, 강가윤 |

## 시설
- 훈련장, 선수단 숙소: 인천광역시 서구 고산로 19-1 (원당동) 대한항공 탁구단 체육관[20]